# Hrólfs saga kraka

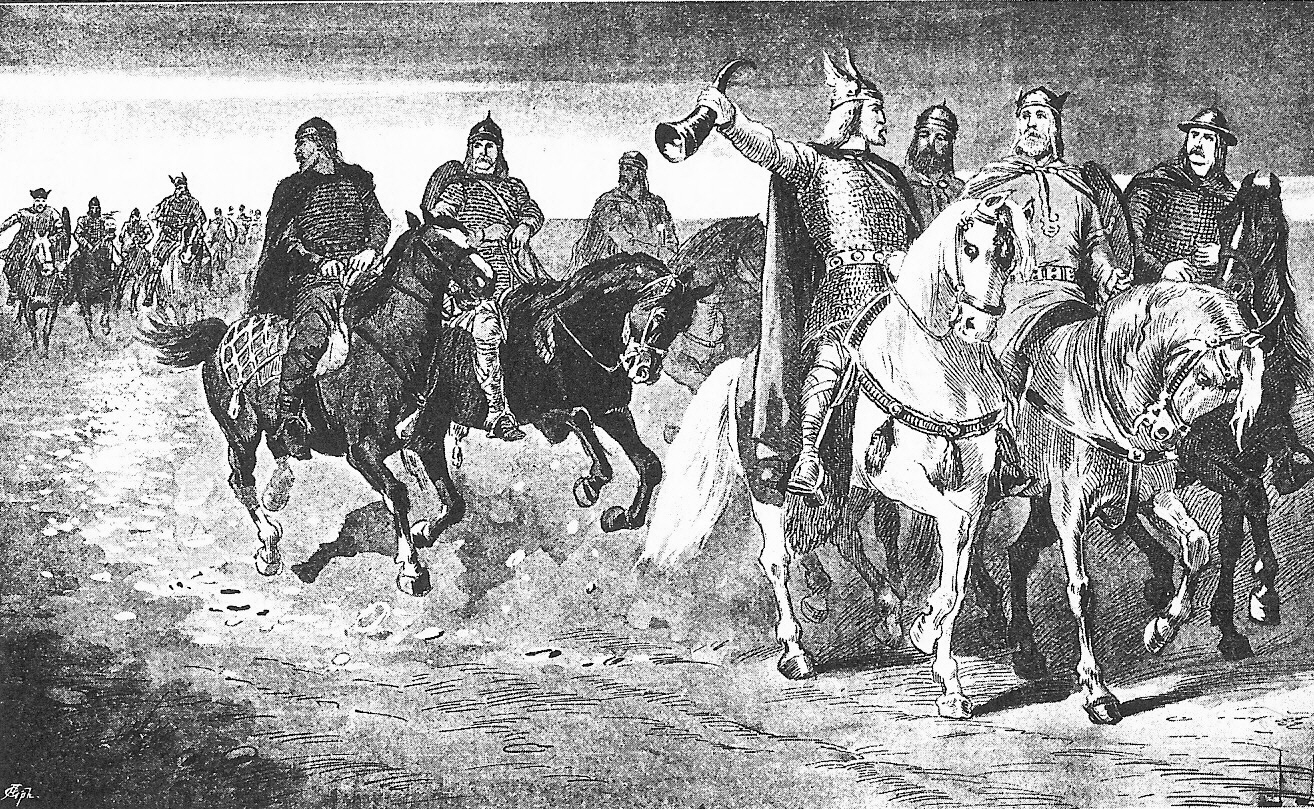
Ilustración de Hrolfr Kraki, de Jenny Nyström (1895).

Hrólfs saga kraka o la Saga del rey  Hrólfr Kraki es una saga legendaria tardía sobre las aventuras de Hrólfr Kraki y su clan vikingo, los Skjöldung. Los hechos pueden fecharse a finales del siglo V y principios del siglo VI. Se estima que los manuscritos se escribieron en el periodo 1230-1450 de los cuales sólo sobreviven 44 de ellos pero el más antiguo es del siglo XVII aunque se sabe que existió uno fechado en 1461 depositado en el monasterio de Möðruvellir, Islandia.
Se considera una saga heroica (la obra finaliza con la muerte del protagonista) y sigue las mismas pautas que otras muchas sagas y crónicas conocidas en la tradición escandinava y la literatura anglosajona contemporánea, Beowulf y Widsith. En Beowulf y Widsith, muchos personajes aparecen en sus correspondientes formas en inglés antiguo: Hrólfr Kraki aparece como Hroðulf, su padre Helgi como Halga, su tío Hróarr como Hroðgar, su abuelo Halfdan como Healfdene y su clan, los Skjöldung, como Scylding. Incluso, algunos de sus enemigos también aparecen: Fróði como Froda y el rey Aðils de Suecia como Eadgils.
Es una de las obras donde la figura de los feroces guerreros berserker aparece más intensificada en los acontecimientos.